# Hórreo Casa Etxeberri (Aria)

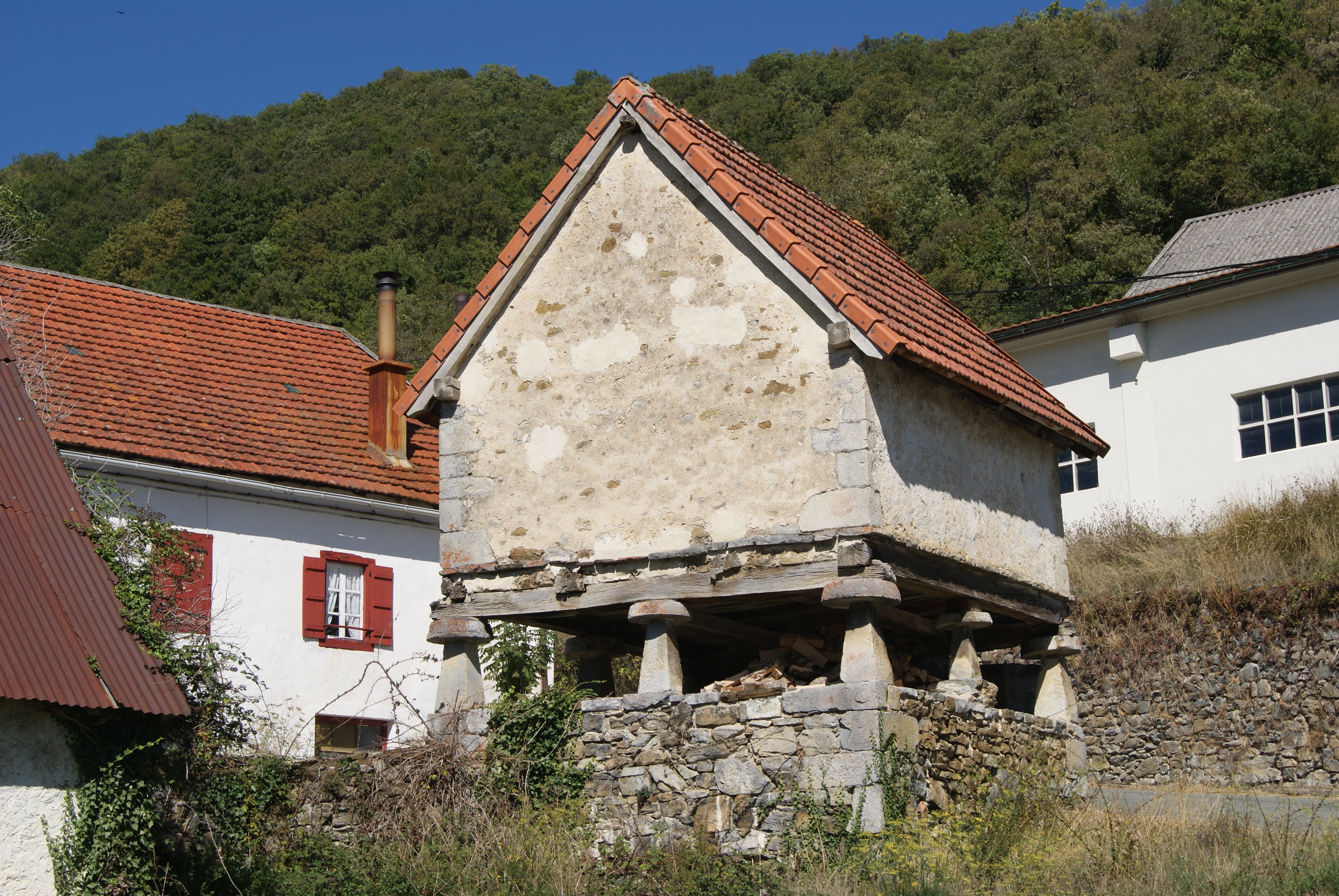
Hórreo Casa Etxeberri in Aria

Der Hórreo Casa Etxeberri in Aria, einer spanischen Gemeinde in der Autonomen Gemeinschaft Navarra, wurde im 19. Jahrhundert errichtet. Der Hórreo ist seit 1993 ein geschütztes Kulturdenkmal (Bien de Interés Cultural). 
Der Hórreo aus verputztem Bruchsteinmauerwerk mit Eckquaderung ist ein schlichter Bau mit Satteldach, das neu gedeckt wurde.